# هيذر جاكسون
هيذر جاكسون (بالإنجليزية: Heather Jackson)‏ هي تريثلت أمريكية، ولدت في 24 أبريل 1984 في إيكستر في الولايات المتحدة.

## وصلات خارجية
- الموقع الرسمي
- هيذر جاكسون على موقع اتحاد الترياتلون الدولي (الإنجليزية)